# Carmen Linares

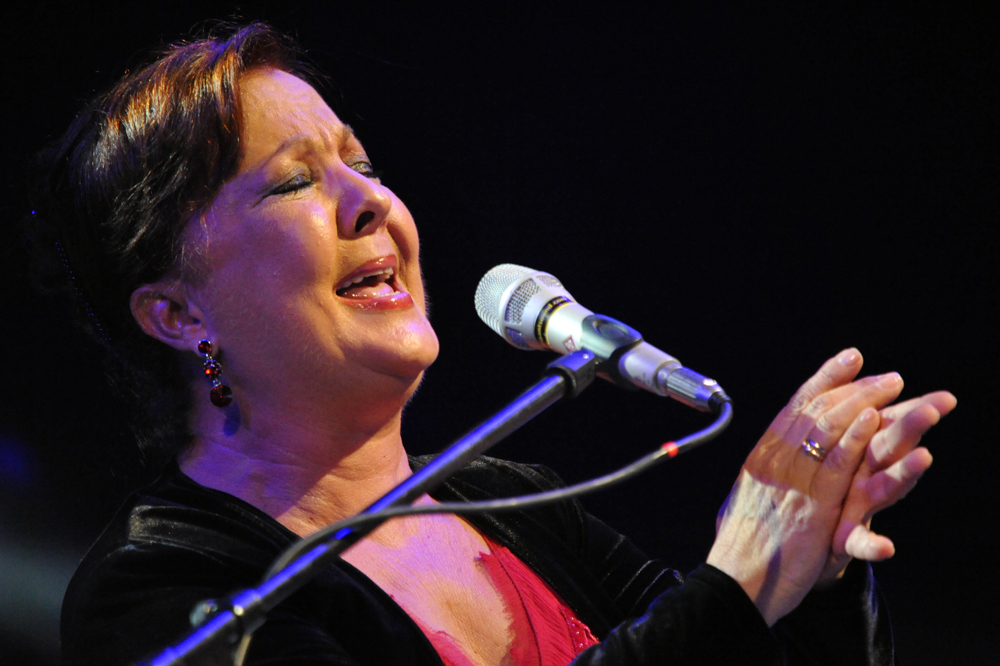
Występ na Festiwalu Skrzyżowanie Kultur w Warszawie – wrzesień 2011.

Carmen Linares, właściwie Carmen Pacheco Rodríguez (ur. 1951 w Linares w prowincji Jaén, Hiszpania) – śpiewaczka flamenco.

## Życiorys
Carmen Pacheco Rodríguez urodziła się w Linares, ale w 1965 wraz z rodziną przeniosła się do Madrytu. Karierę rozpoczęła w grupach tanecznych Paco Romero i Carmen Mora. W 1970 roku, dzięki wytwórni HispaVox nagrała swoją pierwszą płytę we współpracy z Juanem Habichueli. Wkrótce potem poznała takich artystów jak Camarón de la Isla, Enrique Morente, Perla de Cádiz czy Juan Serrano.
W 1988 roku, podczas inauguracji VI Biennale Sztuki Flamenco w Sewilli, Carmen Linares zaśpiewała w nowej odsłonie opery El Amor Brujo Manuella de Falla. Potem na zaproszenie Orkiestry Filharmonii Nowojorskiej wystąpiły w Lincoln Center. W 1993 nagrała album Las Canciones Populares Antiguas na podstawie śpiewnika Federico García Lorki. W 2000 roku kompozytor i gitarzysta Manolo Sanlúcar zaprosił ją do współpracy przy albumie Locura de Brisa y Trino, będącego współczesną gitarową aranżacją twórczości Lorki. W 2002 Carmen Linares nagrała album Un Ramito de Locura, za który została nominowana do nagrody za Najlepszy Album Flamenco w konkursie Premios de la Musica oraz do Latin Grammy Awards 2003.
Jesienią 2006 r. została odznaczona Złotym Medalem Sztuk Pięknych za wkład muzyczny w kulturę narodową.

## Najważniejsze wyróżnienia
- Złoty Medal Sztuk Pięknych (2006)
- Premio Nacional de Música (2001)
- Compás del Cante (1999)
- Srebrny Medal Rady Miasta Andaluzji (1998)
- Premio ICARO (1988)

## Dyskografia
- Remembranzas(2011)
- Flamenco Es... Carmen Linares (2010)
- Raíces y Alas (2008)
- Un Ramito de Locura (2002)
- Locura de Brisa y Trino (2000)
- Antología de la Mujer en el Cante (1996, reedycja w 2007)
- Canciones populares antiguas (1993)
- Desde El Alma, Cante Flamenco En Vivo (1994)
- La Luna en el Rio (1991)
- Cantaora (1988)
- Su Cance (1984)